# Haasbach
Haasbach ist ein Wohnplatz in der Gemeinde Kürten im Rheinisch-Bergischen Kreis.

## Lage und Beschreibung
Der Ort liegt etwas abseits im Osten der Gemeinde Kürten nahe der Grenze zu Lindlar. In der Nachbarschaft befinden sich Stiche und Oberbersten.
Beim Ort entspringt ein Zufluss des Olpebachs, dessen Lauf im Naturschutzgebiet Olpebachtal (GL-016) unter Schutz steht.

## Geschichte
Die Topographia Ducatus Montani des Erich Philipp Ploennies aus dem Jahre 1715, Blatt Amt Steinbach, belegt, dass der Ort bereits 1715 als Hof bestand und als Hasbach bezeichnet wurde. Carl Friedrich von Wiebeking benennt die Hofschaft auf seiner Charte des Herzogthums Berg 1789 als Hasbach. Aus ihr geht hervor, dass Haasbach zu dieser Zeit Teil der Honschaft Olpe im Kirchspiel Kürten im Landgericht Kürten war.
Unter der französischen Verwaltung zwischen 1806 und 1813 wurde das Amt Steinbach aufgelöst und Haasbach wurde politisch der Mairie Olpe im Kanton Wipperfürth  im Arrondissement Elberfeld zugeordnet.  1816 wandelten die Preußen die Mairie zur Bürgermeisterei Olpe im Kreis Wipperfürth.
Haasbach gehörte zu dieser Zeit zur Gemeinde Olpe.
Der Ort ist auf der Topographischen Aufnahme der Rheinlande von 1824 als Hasbach und auf der Preußischen Uraufnahme von 1840 als Hausbach verzeichnet.
Auf der Preußischen Neuaufnahme von 1892 ist er als Hassbach verzeichnet. Auf späteren Messtischblättern ist er regelmäßig als Haasbach verzeichnet.
1822 lebten 34 Menschen im als Hof kategorisierten und Hasbach bezeichneten Ort.
1830 hatte der Ort 37 Einwohner und wurde mit Hasbach bezeichnet.
Der 1845 laut der Uebersicht des Regierungs-Bezirks Cöln als Hof kategorisierte Ort besaß zu dieser Zeit fünf Wohnhäuser. Zu dieser Zeit lebten 31 Einwohner im Haasbach genannten Ort, davon alle katholischen Bekenntnisses.
Die Gemeinde- und Gutbezirksstatistik der Rheinprovinz führt Haasbach 1871 mit sieben Wohnhäusern und 40 Einwohnern auf.
Im Gemeindelexikon für die Provinz Rheinland von 1888 werden sieben Wohnhäuser mit 35 Einwohnern angegeben.
1895 hatte der Ort fünf Wohnhäuser und 24 Einwohner.
1905 besaß der Ort sechs Wohnhäuser und 31 Einwohner und gehörte konfessionell zum katholischen Kirchspiel Olpe.
1927 wurden die Bürgermeisterei Olpe in das Amt Olpe überführt. In der Weimarer Republik wurden 1929 die Ämter Kürten mit den Gemeinden Kürten und Bechen und Olpe mit den Gemeinden Olpe und Wipperfeld zum Amt Kürten zusammengelegt. Der Kreis Wipperfürth ging am 1. Oktober 1932 in den Rheinisch-Bergischen Kreis mit Sitz in Bergisch Gladbach auf.
1975 entstand aufgrund des Köln-Gesetzes die heutige Gemeinde Kürten, zu der neben den Ämtern Kürten, Bechen und Olpe ein Teilgebiet der Stadt Bensberg mit Dürscheid und den umliegenden Gebieten kam.